# Eckhart Leisering
Eckhart Leisering (* 1962) ist ein deutscher Archivar und Historiker, der seit Mitte der 1980er Jahre am Hauptstaatsarchiv Dresden tätig ist. Er wurde 2005 an der Technischen Universität Chemnitz zur Thematik Die Wettiner und ihre Herrschaftsgebiete 1349–1382 zum Dr. phil. promoviert. Leisering ist Autor und Bearbeiter mehrerer Regestenbände und Sachbücher vornehmlich zur Geschichte Sachsens im Mittelalter.
In seinen Verantwortungsbereich fällt die Begutachtung und Genehmigung von kommunalen Wappen und Flaggen in Sachsen.

## Schriften
- Die Wappen der kreisfreien Städte und Landkreise im Freistaat Sachsen, Mitteldeutscher Verlag, Halle/Saale 2000, ISBN 978-3-89812-069-2.
- Regesten der Urkunden des Sächsischen Hauptstaatsarchivs Dresden 1351–1365, Mitteldeutscher Verlag, Halle/Saale 2003, ISBN 978-3-89812-171-2.
- Die Wettiner und ihre Herrschaftsgebiete 1349–1382. Landesherrschaft zwischen Vormundschaft, gemeinschaftlicher Herrschaft und Teilung, Mitteldeutscher Verlag, Halle/Saale 2005, ISBN 978-3-89812-404-1.
- Acta sunt hec Dresdene... Die Ersterwähnung Dresdens in der Urkunde vom 31. März 1206, Mitteldeutscher Verlag, Halle/Saale 2005, ISBN 978-3-89812-320-4.
- Regesten der Urkunden des Hauptstaatsarchivs Dresden 1366–1380, Mitteldeutscher Verlag, Halle/Saale 2012, ISBN 978-3-89812-949-7.